# Pokłosie
Pokłosie (deutsch „Nachlese“; internationaler Titel Aftermath) ist ein polnischer Spielfilm aus dem Jahr 2012 von Władysław Pasikowski.

## Handlung
Der in den 1980er Jahren nach Chicago ausgereiste Franciszek Kalina kommt in sein polnisches Heimatdorf Gurówka, um seinen Bruder Józef und das Grab seiner Eltern zu besuchen. Dort erfährt er, dass Józef in Schwierigkeiten ist: Dieser hat im ganzen Ort jüdische Grabsteine zusammengesucht und auf seinem Feld in einem Lapidarium aufgestellt. Teilweise kauft er sie bei Nachbarn, die sie zu verschiedenen Zwecken auf ihren Höfen genutzt haben. Er entfernt sie aber auch illegal aus der Decke einer Straße im Wald und gerät damit in Konflikt mit der örtlichen Polizei. Die Straße führt zu einer verfallenen Gerberei, die während der deutschen Besatzung als Gefängnis gedient hat.
Józef ist wie alle anderen Gemeindebewohner Katholik ohne jüdische Wurzeln, aber sein Gerechtigkeitsgefühl sagt ihm, dass jüdische Grabsteine genauso würdevoll zu bewahren sind wie andere. Er lebt allein als Kleinbauer, weil ihn seine Frau mit den Kindern verlassen hat und nach Amerika ausgewandert ist. Seine Mission für die umgekommenen Juden geht so weit, dass er sogar Hebräisch lernt, um die Grabinschriften zu entziffern. Franciszek spürt den Widerstand der anderen Dorfbewohner und rät Józef, nicht weiter nach den früheren jüdischen Bewohnern des Dorfes zu forschen, zumal es aggressive Übergriffe auf diesen gibt. Offenbar hat sich Józef mit seinem Engagement verschuldet: Bei der Bank wird eine Hypothek auf den Bauernhof abgelehnt, weil es Unregelmäßigkeiten bei der Besitzübertragung auf den Vater gegeben habe.
Franciszek beginnt, seinen Bruder zu unterstützen: Mit Erlaubnis des pensionierten, aber gegen den Willen des amtierenden Priesters, der sich der Dorfgemeinschaft verpflichtet fühlt, holen sie in einer nächtlichen Aktion die jüdischen Grabsteine vom Kirchhof. Sie bringen diese ebenfalls auf das sommerlich hochstehende Weizenfeld. Als sie dieses am Tag darauf abernten wollen, wird ihnen unter Vorwänden kein Termin für den Einsatz des Mähdreschers der örtlichen Genossenschaft zugeteilt. Sie setzen einen alten Mähbalken instand und beginnen mit der Ernte, stellen aber in der Nacht entsetzt fest, dass das Feld offenbar angezündet worden ist. Die örtliche Feuerwehr rückt zwar aus, weigert sich aber, das Feuer zu löschen, und das Feld brennt ab. Józef greift den Feuerwehrkommandanten und die anwesenden Polizisten daraufhin tätlich an, Franciszek hilft ihm in der Situation und beide werden verhaftet. Auf Initiative des pensionierten Priesters werden sie am nächsten Tag aus der Haft entlassen.
Franciszek fängt an, sich ebenfalls für die Vergangenheit zu interessieren und unternimmt eigene Recherchen. Er erfährt aus den alten Grundbüchern der Gemeinde, dass ein Großteil der Häuser des Ortes früher in jüdischem Besitz war und dass die jetzigen Hausbesitzer unmittelbar nach dem Zweiten Weltkrieg noch vor der offiziellen Landreform als neue Eigentümer eingetragen worden sind. Er erfährt dabei auch, dass der elterliche Bauernhof früher einen jüdischen Besitzer hatte. Ihr Vater Stanisław Kalina besaß noch vor dem Krieg ein kleineres und ärmeres Anwesen auf sumpfigem und damit weitaus weniger fruchtbarem Grund. Von einem alten Dorfbewohner erhalten sie einen zunächst unverständlichen Hinweis, dass ‘sie das Haus fragen sollen’, um die Geschichte zu erfahren. Auf dem verlassenen Grundstück der Familie mit seinem verfallenen Bauernhaus entdecken sie schließlich ein Massengrab.
Zunächst gehen sie davon aus, dass entweder die Wehrmacht oder die SS für die Tötung der Menschen verantwortlich gewesen ist. Sie sprechen mit einer alten Einsiedlerin, die im angrenzenden Wald lebt und das Massaker direkt miterlebte. Sie gibt an, dass zwei SS-Männer zwar einen Tag vor dem Massaker mit dem Bürgermeister Kontakt hatten, dass aber die jüdischen Bewohner von ihren polnischen Nachbarn in die Scheune des Hofs getrieben und dort lebendig verbrannt worden sind. Als sie den vermeintlichen Haupttäter zur Rede stellen, erfahren sie von ihm, dass ihr Vater Stanisław Kalina an dem Mord an den jüdischen Nachbarn maßgeblich beteiligt war und sich dabei durch besondere Grausamkeit ausgezeichnet habe. Eine junge Frau, die ihn abgewiesen hatte, habe er auf bestialische Weise ermordet. Über die Frage, wie sie mit diesem Wissen umgehen sollen, zerstreiten sich die Brüder. Franciszek beschließt, den Ort zu verlassen. Schon im lokalen Bus sitzend, stoppt eine Nachbarin des Bruders das Fahrzeug und fordert ihn auf, zum Hof zurückzukehren. Nachbarn haben in der Zwischenzeit Józef ermordet aufgefunden. Er ist von unbekannten Tätern mit ausgebreiteten Armen an einem Scheunentor gekreuzigt worden und weist deutliche Spuren von Misshandlungen auf.
Die Schlussszene zeigt eine Gruppe jüdischer Besucher, die gemeinsam mit einem Rabbiner zwischen den Grabsteinen auf dem Feld Józefs das Kaddisch, das jüdische Totengebet, sprechen. Auf dem Feld ist ein Gedenkstein errichtet.

## Hintergrund
Die Handlung spielt in jüngster Vergangenheit in dem fiktiven Ort Gurówka in Polen und bezieht sich, obwohl im Film nicht ausdrücklich erwähnt, auf das Massaker von Jedwabne, bei dem am 10. Juli 1941, zur Zeit der deutschen Besatzung, etwa 300 bis 400 Juden von polnischen Tätern zusammengetrieben und in einer Scheune verbrannt wurden.
Die Schlussszene deutet an, dass der Mord an den jüdischen Einwohnern des Ortes sowie die Ermordung Józefs, beides durch polnische Nachbarn, eine landesweite Debatte über die Pogrome während des Zweiten Weltkrieges ausgelöst hat. Das Feld mit den Grabsteinen wurde zu einer Gedenkstätte.
Der Film sollte ursprünglich „Kaddisch“ (Kadisz) heißen. Der Beginn der Dreharbeiten musste wiederholt verschoben werden, weil sich zunächst nicht genügend Geldgeber fanden. Erst als das Polnische Institut für Filmkunst (Polski Instytut Sztuki Filmowej) 3,5 Millionen Złoty (damals etwa 850.000 Euro) zusagte, beteiligten sich auch das staatliche Fernsehen TVP sowie Canal+ an der Produktion. Die Dreharbeiten fanden 2011 statt. In Polen kam der Film am 9. November 2012 in die Kinos.

## Kontroverse
Wie schon die Berichte über das Massaker von Jedwabne in den Jahren 2000 und 2001 löste auch der davon inspirierte Film eine Kontroverse in Polen aus. Besonders Hauptdarsteller Maciej Stuhr wurde aus dem rechten Lager angegriffen. Die nationalpatriotisch orientierte Presse kritisierte den Film wegen seiner angeblichen Verzerrung der historischen Fakten, er ignoriere die im Vergleich zu Verbrechen einzelner polnischer Täter vielfach größere Schuld der NS-Besatzer, Der Film propagiere eines „Pädagogik der Scham“.
Die linksliberale Gazeta Wyborcza verteidigte ihn dagegen. Auch die beiden polnischen Regisseure Andrzej Wajda und Roman Polański fanden anerkennende Worte für den Film.

## Auszeichnungen
- 2012 Gdynia Film Festival: Pressepreis
- 2013 Prowincjonalia in Września: Ireneusz Czop – bester Hauptdarsteller
- 2013 Polnischer Filmpreis (Polskie Nagrody Filmowe – Orły): bestes Drehbuch; Maciej Stuhr – bester Hauptdarsteller[3]